# Polskie guziki wojskowe Królestwa Kongresowego

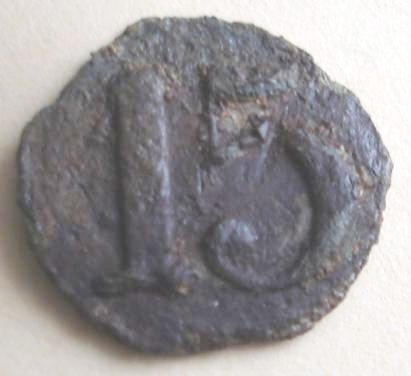
Guzik 15 Pułku Piechoty Liniowej okresu powstania listopadowego

Polskie guziki wojskowe Królestwa Kongresowego - guziki używane przez żołnierzy polskich formacji wojskowych w latach 1815–1832.

## Guziki generalskie i oficerskie
Polskiego orła, z jabłkiem w lewym szponie i z berłem w prawym, nosiła wyłącznie generalicja i jej adiutanci, administracja wojskowa - audytorzy, lekarze i urzędnicy Ministerium Wojny:
- generałowie - guziki srebrne,
- pozostali z administracji wojskowej - guziki białe (posrebrzane).

Guziki z labrami (obwódkami) pozostawiono oficerom (w dobie napoleońskiej guziki z labrami przysługiwały wszystkim żołnierzom).

## Guziki żołnierskie
Guziki żołnierskie były wykonane z cyny i nosiły:
- numery pułków (piechota, strzelcy konni, ułani)
  - Korpus Piechoty Królestwa Kongresowego
  - 1 Dywizja Piechoty Królestwa Kongresowego
  - 2 Dywizja Piechoty Królestwa Kongresowego
  - Dywizja Strzelców Konnych Królestwa Kongresowego
  - Dywizja Ułanów Królestwa Kongresowego
- płonący granat
  - Gwardia Królewska
  - Korpus Kadetów w Kaliszu
  - Korpus Pociągu
  - Korpus Żandarmerii
- armaturę, czyli skrzyżowane armaty pod płonącym granatem
  - Korpus Artylerii Królestwa Kongresowego
    - 1 Brygada Artylerii Pieszej
    - 2 Brygada Artylerii Pieszej
    - Brygada Artylerii Lekkokonnej

  - Korpus Inżynierów Królestwa Kongresowego
    - Batalion Saperów Królestwa Kongresowego
    - Półbatalion Inżynierów Królestwa Kongresowego
- literę I:
  - inwalidzi z Korpusu Inwalidów i Weteranów
- literę W:
  - weterani z Korpusu Inwalidów i Weteranów

## Wytwórnie guzików wojskowych
Najważniejsze wytwórnie guzików wojskowych okresu Królestwa Kongresowego:
- Ludwik Jedicke na Lesznie / w Warszawie,
- Hersz S. Magnus w Warszawie,
- Karol Mass,
- Karol Zygmunt Munchheimer,
- Samuel Munchheimer.

Guziki sprowadzano również z zagranicy, były sygnowane m.in.:
- Birmingham,
- Poniatowsky.

Po upadku powstania listopadowego zniesiono autonomie Królestwa i w obiegu były wyłącznie guziki carskie.